# Waikohu (rivière)
La rivière Waikohu (anglais : Waikohu River) est un cours d’eau localisé dans le nord-est de l’Île du Nord de la Nouvelle-Zélande, dans le district de Gisborne, dans la Région de Gisborne et un affluent du fleuve Waipaoa.

## Géographie
C’est un affluent du fleuve Waipaoa, qui prend naissance tout près de la ville Matawai dans la chaîne de Raukumara et s’écoule vers le sud-est, atteignant le fleuve Waipaoa tout près du petit village de Puha, entre les villes de Waikohu et Te Karaka.